# Élections départementales de 2015 dans l'Ardèche
Les élections départementales ont lieu les 22 et 29 mars 2015.

## Contexte départemental

### Assemblée départementale sortante
Avant les élections, le Conseil général de l'Ardèche est présidé par Hervé Saulignac, membre du (PS).
Il comprend 33 conseillers généraux issus des 33 cantons de l'Ardèche. Après le redécoupage cantonal de 2014, ce sont 34 conseillers qui seront élus au sein des 17 nouveaux cantons de l'Ardèche.
| Parti                                 | Sigle | Sigle | Élus |
| ------------------------------------- | ----- | ----- | ---- |
| Majorité (21 sièges)                  |       |       |      |
| Parti Socialiste                      |       | PS    | 12   |
| Divers gauche                         |       | DVG   | 6    |
| Parti radical de gauche               |       | PRG   | 2    |
| Parti communiste français             |       | PCF   | 1    |
| Opposition-Ardèche Avenir (12 sièges) |       |       |      |
| Divers droite                         |       | DVD   | 8    |
| Union pour un mouvement populaire     |       | UMP   | 3    |
| Nouveau Centre                        |       | NC    | 1    |
| Président du Conseil général          |       |       |      |
| Hervé Saulignac (PS)                  |       |       |      |

### Assemblée départementale élue
| Parti                                 | Sigle | Sigle | Élus |
| ------------------------------------- | ----- | ----- | ---- |
| Majorité (24 sièges)                  |       |       |      |
| Parti Socialiste                      |       | PS    | 15   |
| Divers gauche                         |       | DVG   | 7    |
| Parti radical de gauche               |       | PRG   | 1    |
| Parti communiste français             |       | PCF   | 1    |
| Opposition-Ardèche Avenir (10 sièges) |       |       |      |
| Union pour un mouvement populaire     |       | UMP   | 8    |
| Union des démocrates et indépendants  |       | UDI   | 2    |
| Président du Conseil départemental    |       |       |      |
| Hervé Saulignac (PS)                  |       |       |      |

## Résultats à l'échelle du département

### Résultats par nuances du ministère de l'Intérieur
Les nuances utilisées par le ministère de l'Intérieur ne tiennent pas compte des alliances locales.
| Binômes        | Binômes            | Premier tour | Premier tour | Second tour | Second tour | Sièges |
| Binômes        | Binômes            | Voix         | %            | Voix        | %           | Sièges |
| -------------- | ------------------ | ------------ | ------------ | ----------- | ----------- | ------ |
|                | Union de la gauche | 21 800       | 16,52        | 25 485      | 20,83       | 10     |
|                | PS                 | 20 362       | 15,43        | 27 410      | 22,40       | 14     |
|                | DVG                | 9 045        | 6,85         |             |             |        |
|                | FG                 | 3 362        | 2,55         |             |             |        |
|                | EÉLV               | 1 966        | 1,49         |             |             |        |
|                | PCF                | 727          | 0,55         |             |             |        |
| Gauche         | Gauche             | 57 262       | 43,39        | 52 895      | 43,23       | 24     |
|                |                    |              |              |             |             |        |
|                | Union de la droite | 19 362       | 14,67        | 23 793      | 19,44       | 2      |
|                | UMP                | 11 744       | 8,90         | 16 682      | 13,63       | 6      |
|                | UDI                | 8 159        | 6,18         | 2 380       | 1,95        | 2      |
|                | DVD                | 2 983        | 2,26         | 2 079       | 1,70        | 0      |
| Droite         | Droite             | 42 248       | 32,01        | 44 934      | 36,72       | 10     |
|                |                    |              |              |             |             |        |
|                | FN                 | 31 626       | 23,97        | 24 533      | 20,05       | 0      |
|                | EXD                | 829          | 0,63         |             |             |        |
| Extrême droite | Extrême droite     | 32 455       | 24,60        | 24 533      | 20,05       | 0      |
|                |                    |              |              |             |             |        |
| Inscrits       | Inscrits           | 247 018      | 100,00       | 230 800     | 100,00      |        |
| Abstentions    | Abstentions        | 108 747      | 44,02        | 99 134      | 42,95       |        |
| Votants        | Votants            | 138 271      | 55,98        | 131 666     | 57,05       |        |
| Blancs         | Blancs             | 4 201        | 3,04         | 6 130       | 4,66        |        |
| Nuls           | Nuls               | 2 105        | 1,52         | 3 174       | 2,41        |        |
| Exprimés       | Exprimés           | 131 965      | 95,44        | 122 362     | 92,93       |        |

### Résultats par canton
| Canton                    | Conseiller sortant    | Parti               | Parti       | Conseiller élu        | Parti           | Parti           |
| ------------------------- | --------------------- | ------------------- | ----------- | --------------------- | --------------- | --------------- |
| Annonay-Nord              | Denis Lacombe*        |                     | PS          | Canton supprimé       | Canton supprimé | Canton supprimé |
| Annonay-Sud               | Simon Plénet          |                     | PS          | Canton supprimé       | Canton supprimé | Canton supprimé |
| Annonay-1                 | Canton créé           | Canton créé         | Canton créé | Camille Jullien       |                 | UMP             |
| Annonay-1                 | Canton créé           | Canton créé         | Canton créé | Marc-Antoine Quenette |                 | UMP             |
| Annonay-2                 | Canton créé           | Canton créé         | Canton créé | Stéphanie Barbato     |                 | PS              |
| Annonay-2                 | Canton créé           | Canton créé         | Canton créé | Simon Plénet          |                 | PS              |
| Antraigues-sur-Volane     | Robert Roux           |                     | PS          | Canton supprimé       | Canton supprimé | Canton supprimé |
| Aubenas                   | Jean-Pierre Constant  |                     | UMP         | Canton supprimé       | Canton supprimé | Canton supprimé |
| Aubenas-1                 | Canton créé           | Canton créé         | Canton créé | Jean-Pierre Constant  |                 | UMP             |
| Aubenas-1                 | Canton créé           | Canton créé         | Canton créé | Anne Ventalon         |                 | UMP             |
| Aubenas-2                 | Canton créé           | Canton créé         | Canton créé | Sabine Buis           |                 | PS              |
| Aubenas-2                 | Canton créé           | Canton créé         | Canton créé | Max Chaze             |                 | PS              |
| Bourg-Saint-Andéol        | Pascal Terrasse       |                     | PS          | Christine Malfoy      |                 | PS              |
| Bourg-Saint-Andéol        | Pascal Terrasse       | Pascal Terrasse     | PS          |                       | PS              |                 |
| Burzet                    | Jacques Alexandre     |                     | DVD         | Canton supprimé       | Canton supprimé | Canton supprimé |
| Cheylard                  | Jacques Chabal        |                     | UMP         | Laetitia Serre        |                 | DVG             |
| Cheylard                  | Jacques Chabal        | Maurice Weiss       | UMP         |                       | PRG             |                 |
| Chomérac                  | Alain Martin          |                     | DVD         | Canton supprimé       | Canton supprimé | Canton supprimé |
| Coucouron                 | Jacques Genest*       |                     | UMP         | Canton supprimé       | Canton supprimé | Canton supprimé |
| Guilherand-Granges        | Canton créé           | Canton créé         | Canton créé | Jacques Dubay         |                 | UDI             |
| Guilherand-Granges        | Canton créé           | Canton créé         | Canton créé | Sylvie Gaucher        |                 | UDI             |
| Joyeuse                   | Raoul L'Herminier     |                     | PS          | Canton supprimé       | Canton supprimé | Canton supprimé |
| Lamastre                  | Jean-Paul Vallon      |                     | DVD         | Laëtitia Bourjat      |                 | UMP             |
| Lamastre                  | Jean-Paul Vallon      | Jean-Paul Vallon    | DVD         |                       | UMP             |                 |
| Largentière               | Jean-Roger Durand     |                     | UDI         | Canton supprimé       | Canton supprimé | Canton supprimé |
| Montpezat-sous-Bauzon     | Patrick Coudène*      |                     | DVD         | Canton supprimé       | Canton supprimé | Canton supprimé |
| Le Pouzin                 | Canton créé           | Canton créé         | Canton créé | Robert Cotta          |                 | PCF             |
| Le Pouzin                 | Canton créé           | Canton créé         | Canton créé | Dominique Palix       |                 | DVG             |
| Privas                    | Hervé Saulignac       |                     | PS          | Sandrine Chareyre     |                 | PS              |
| Privas                    | Hervé Saulignac       | Hervé Saulignac     | PS          |                       | PS              |                 |
| Rochemaure                | Robert Cotta          |                     | PCF         | Canton supprimé       | Canton supprimé | Canton supprimé |
| Saint-Agrève              | Maurice Weiss         |                     | PRG         | Canton supprimé       | Canton supprimé | Canton supprimé |
| Saint-Étienne-de-Lugdarès | Jérôme Gros           |                     | DVG         | Canton supprimé       | Canton supprimé | Canton supprimé |
| Saint-Félicien            | Jean-Paul Chauvin*    |                     | UDI         | Canton supprimé       | Canton supprimé | Canton supprimé |
| Saint-Martin-de-Valamas   | Michel Chantre*       |                     | DVG         | Canton supprimé       | Canton supprimé | Canton supprimé |
| Saint-Péray               | Jacques Dubay         |                     | UDI         | Canton supprimé       | Canton supprimé | Canton supprimé |
| Saint-Pierreville         | Lætitia Serre         |                     | PS          | Canton supprimé       | Canton supprimé | Canton supprimé |
| Sarras                    | Canton créé           | Canton créé         | Canton créé | Denis Duchamp         |                 | DVG             |
| Sarras                    | Canton créé           | Canton créé         | Canton créé | Brigitte Royer        |                 | DVG             |
| Satillieu                 | Pierre Giraud*        |                     | DVD         | Canton supprimé       | Canton supprimé | Canton supprimé |
| Serrières                 | Denis Duchamp         |                     | DVG         | Canton supprimé       | Canton supprimé | Canton supprimé |
| Le Teil                   | Canton créé           | Canton créé         | Canton créé | Sylvie Dubois         |                 | DVG             |
| Le Teil                   | Canton créé           | Canton créé         | Canton créé | Olivier Peverelli     |                 | PS              |
| Thueyts                   | Gérard Bruchet*       |                     | DVG         | Jérôme Dalverny       |                 | PS              |
| Thueyts                   | Gérard Bruchet*       | Bernadette Roche    | DVG         |                       | PS              |                 |
| Tournon-sur-Rhône         | Maurice Quinkal       |                     | PRG         | Christine Four        |                 | UMP             |
| Tournon-sur-Rhône         | Maurice Quinkal       | Frédéric Sausset    | PRG         |                       | UMP             |                 |
| Valgorge                  | Bernard Bonin*        |                     | DVG         | Canton supprimé       | Canton supprimé | Canton supprimé |
| Vallon-Pont-d'Arc         | Laurent Ughetto       |                     | PS          | Laurent Ughetto       |                 | PS              |
| Vallon-Pont-d'Arc         | Laurent Ughetto       | Laurence Allefresde | PS          |                       | DVG             |                 |
| Les Vans                  | Jean-Paul Manifacier* |                     | PS          | Bérengère Bastide     |                 | PS              |
| Les Vans                  | Jean-Paul Manifacier* | Raoul L`Herminier   | PS          |                       | PS              |                 |
| Vals-les-Bains            | Bernard Perrier*      |                     | DVD         | Canton supprimé       | Canton supprimé | Canton supprimé |
| Vernoux-en-Vivarais       | Martine Finiels       |                     | PS          | Canton supprimé       | Canton supprimé | Canton supprimé |
| Villeneuve-de-Berg        | Jean-Paul Roux*       |                     | DVG         | Canton supprimé       | Canton supprimé | Canton supprimé |
| Viviers                   | Olivier Pévérelli     |                     | PS          | Canton supprimé       | Canton supprimé | Canton supprimé |
| La Voulte-sur-Rhône       | Marc Bolomey*         |                     | PS          | Christian Feroussier  |                 | DVG             |
| La Voulte-sur-Rhône       | Marc Bolomey*         | Martine Finiels     | PS          |                       | PS              |                 |

* Conseillers généraux sortants ne se représentant pas

## Résultats par canton

### Canton d'Annonay-1
| Candidats   | Candidats             | Partis      | Partis      | Premier tour | Premier tour | Second tour | Second tour |
| Candidats   | Candidats             | Partis      | Partis      | Voix         | %            | Voix        | %           |
| ----------- | --------------------- | ----------- | ----------- | ------------ | ------------ | ----------- | ----------- |
| 1           | Vincent Dugua         |             | PCF,        | 536          | 7,83         |             |             |
| 1           | Véronique Née         |             | PCF,        | 536          | 7,83         |             |             |
| 2           | Camille Jullien       |             | UMP         | 2 415        | 35,27        | 3 610       | 55,34       |
| 2           | Marc-Antoine Quenette |             | UMP         | 2 415        | 35,27        | 3 610       | 55,34       |
| 3           | Romain Arpin-Pont     |             | FN          | 1 769        | 25,84        |             |             |
| 3           | Isabelle François     |             | FN          | 1 769        | 25,84        |             |             |
| 4           | Céline Bonnet         |             | PS          | 2 127        | 31,06        | 2 913       | 44,66       |
| 4           | Xavier Lautier        |             | DVG         | 2 127        | 31,06        | 2 913       | 44,66       |
|             |                       |             |             |              |              |             |             |
| Inscrits    | Inscrits              | Inscrits    | Inscrits    | 14 458       | 100,00       | 14 457      | 100,00      |
| Abstentions | Abstentions           | Abstentions | Abstentions | 7 306        | 50,53        | 7 299       | 50,49       |
| Votants     | Votants               | Votants     | Votants     | 7 152        | 49,47        | 7 158       | 49,51       |
| Blancs      | Blancs                | Blancs      | Blancs      | 219          | 3,06         | 414         | 5,78        |
| Nuls        | Nuls                  | Nuls        | Nuls        | 86           | 1,20         | 221         | 3,09        |
| Exprimés    | Exprimés              | Exprimés    | Exprimés    | 6 847        | 95,74        | 6 523       | 91,13       |

### Canton d'Annonay-2
| Candidats            | Candidats         | Partis      | Partis      | Premier tour | Premier tour | Second tour | Second tour |
| Candidats            | Candidats         | Partis      | Partis      | Voix         | %            | Voix        | %           |
| -------------------- | ----------------- | ----------- | ----------- | ------------ | ------------ | ----------- | ----------- |
| 1                    | David François    |             | FN          | 1 688        | 27,70        | 1 549       | 24,40       |
| 1                    | Marie Lacroix     |             | FN          | 1 688        | 27,70        | 1 549       | 24,40       |
| 2                    | Denis Neime       |             | EÉLV        | 604          | 9,91         |             |             |
| 2                    | Morgane Serrières |             | PCF         | 604          | 9,91         |             |             |
| 3                    | Stéphanie Barbato |             | PS          | 2 049        | 33,63        | 2 707       | 42,64       |
| 3                    | Simon Plénet*     |             | PS          | 2 049        | 33,63        | 2 707       | 42,64       |
| 4                    | Virginie Ferrand  |             | UMP         | 1 752        | 28,75        | 2 092       | 32,96       |
| 4                    | Laurent Marce     |             | UMP         | 1 752        | 28,75        | 2 092       | 32,96       |
|                      |                   |             |             |              |              |             |             |
| Inscrits             | Inscrits          | Inscrits    | Inscrits    | 12 100       | 100,00       | 12 100      | 100,00      |
| Abstentions          | Abstentions       | Abstentions | Abstentions | 5 695        | 47,07        | 5 474       | 45,24       |
| Votants              | Votants           | Votants     | Votants     | 6 405        | 52,93        | 6 626       | 54,76       |
| Blancs               | Blancs            | Blancs      | Blancs      | 174          | 2,72         | 175         | 2,64        |
| Nuls                 | Nuls              | Nuls        | Nuls        | 138          | 2,15         | 103         | 1,55        |
| Exprimés             | Exprimés          | Exprimés    | Exprimés    | 6 093        | 95,13        | 6 348       | 95,80       |
| * conseiller sortant |                   |             |             |              |              |             |             |

### Canton d'Aubenas-1
| Candidats            | Candidats             | Partis      | Partis      | Premier tour | Premier tour | Second tour | Second tour |
| Candidats            | Candidats             | Partis      | Partis      | Voix         | %            | Voix        | %           |
| -------------------- | --------------------- | ----------- | ----------- | ------------ | ------------ | ----------- | ----------- |
| 1                    | Jean-Pierre Constant* |             | UMP         | 2 502        | 35,77        | 4 319       | 72,10       |
| 1                    | Anne Ventalon         |             | UMP         | 2 502        | 35,77        | 4 319       | 72,10       |
| 2                    | Marie Plicque         |             | DVD         | 510          | 7,29         |             |             |
| 2                    | Kévin Sottile         |             | DVD         | 510          | 7,29         |             |             |
| 3                    | Brigitte Baratier     |             | DVG         | 1 381        | 19,75        |             |             |
| 3                    | Robert Roux*          |             | PS          | 1 381        | 19,75        |             |             |
| 4                    | Henri Delauche        |             | PCF         | 1 125        | 16,09        |             |             |
| 4                    | Patricia Fournier     |             | PG          | 1 125        | 16,09        |             |             |
| 5                    | Jean-Pierre Mejean    |             | FN          | 1 476        | 21,10        | 1 671       | 27,90       |
| 5                    | Claudine Pawloff      |             | FN          | 1 476        | 21,10        | 1 671       | 27,90       |
|                      |                       |             |             |              |              |             |             |
| Inscrits             | Inscrits              | Inscrits    | Inscrits    | 13 477       | 100,00       | 13 412      | 100,00      |
| Abstentions          | Abstentions           | Abstentions | Abstentions | 6 164        | 45,74        | 6 381       | 47,58       |
| Votants              | Votants               | Votants     | Votants     | 7 313        | 54,26        | 7 031       | 52,42       |
| Blancs               | Blancs                | Blancs      | Blancs      | 200          | 2,73         | 665         | 9,46        |
| Nuls                 | Nuls                  | Nuls        | Nuls        | 119          | 1,63         | 376         | 5,35        |
| Exprimés             | Exprimés              | Exprimés    | Exprimés    | 6 994        | 95,64        | 5 990       | 85,19       |
| * conseiller sortant |                       |             |             |              |              |             |             |

### Canton d'Aubenas-2
| Candidats   | Candidats          | Partis      | Partis      | Premier tour | Premier tour | Second tour | Second tour |
| Candidats   | Candidats          | Partis      | Partis      | Voix         | %            | Voix        | %           |
| ----------- | ------------------ | ----------- | ----------- | ------------ | ------------ | ----------- | ----------- |
| 1           | Sabine Buis        |             | PS          | 2 489        | 31,82        | 3 544       | 42,97       |
| 1           | Max Chaze          |             | DVG         | 2 489        | 31,82        | 3 544       | 42,97       |
| 2           | Sabrina Rey        |             | DVG         | 220          | 2,81         |             |             |
| 2           | Jean-Claude Serres |             | DVG         | 220          | 2,81         |             |             |
| 3           | Martine Dubois     |             | PCF         | 920          | 11,76        |             |             |
| 3           | Guillaume Vermorel |             | EÉLV        | 920          | 11,76        |             |             |
| 4           | Sandrine Genest    |             | UMP         | 2 330        | 29,79        | 3 059       | 37,09       |
| 4           | Max Tourvieilhe    |             | UMP         | 2 330        | 29,79        | 3 059       | 37,09       |
| 5           | Alain Coppens      |             | FN          | 1 863        | 23,82        | 1 644       | 19,93       |
| 5           | Christiane Grangis |             | FN          | 1 863        | 23,82        | 1 644       | 19,93       |
|             |                    |             |             |              |              |             |             |
| Inscrits    | Inscrits           | Inscrits    | Inscrits    | 14 797       | 100,00       | 14 794      | 100,00      |
| Abstentions | Abstentions        | Abstentions | Abstentions | 6 559        | 44,33        | 6 139       | 41,50       |
| Votants     | Votants            | Votants     | Votants     | 8 238        | 55,67        | 8 655       | 58,50       |
| Blancs      | Blancs             | Blancs      | Blancs      | 281          | 3,41         | 270         | 3,12        |
| Nuls        | Nuls               | Nuls        | Nuls        | 135          | 1,64         | 138         | 1,59        |
| Exprimés    | Exprimés           | Exprimés    | Exprimés    | 7 822        | 94,95        | 8 247       | 95,29       |

### Canton de Bourg-Saint-Andéol
| Candidats            | Candidats                  | Partis      | Partis      | Premier tour | Premier tour | Second tour | Second tour |
| Candidats            | Candidats                  | Partis      | Partis      | Voix         | %            | Voix        | %           |
| -------------------- | -------------------------- | ----------- | ----------- | ------------ | ------------ | ----------- | ----------- |
| 1                    | Olivier Dutreil            |             | FN          | 2 264        | 29,21        | 3 060       | 39,90       |
| 1                    | Céline Porquet             |             | FN          | 2 264        | 29,21        | 3 060       | 39,90       |
| 2                    | Christine Malfoy           |             | PS          | 3 156        | 40,72        | 4 609       | 60,10       |
| 2                    | Pascal Terrasse*           |             | PS          | 3 156        | 40,72        | 4 609       | 60,10       |
| 3                    | Marie-Hélène Cot-Chabrière |             | EÉLV        | 387          | 4,99         |             |             |
| 3                    | André Vermorel             |             | EÉLV        | 387          | 4,99         |             |             |
| 4                    | Christine Cuer             |             | UMP         | 1 038        | 13,39        |             |             |
| 4                    | Patrick Nantier            |             | UMP         | 1 038        | 13,39        |             |             |
| 5                    | Virginie Justamond         |             | FG          | 542          | 6,99         |             |             |
| 5                    | Henri Saint-Jean           |             | GU          | 542          | 6,99         |             |             |
| 6                    | Alain Barnier              |             | FN diss.    | 364          | 4,70         |             |             |
| 6                    | Marie Fabrejon             |             | FN diss.    | 364          | 4,70         |             |             |
|                      |                            |             |             |              |              |             |             |
| Inscrits             | Inscrits                   | Inscrits    | Inscrits    | 14 483       | 100,00       | 14 482      | 100,00      |
| Abstentions          | Abstentions                | Abstentions | Abstentions | 6 430        | 44,40        | 6 182       | 42,69       |
| Votants              | Votants                    | Votants     | Votants     | 8 053        | 55,60        | 8 300       | 57,31       |
| Blancs               | Blancs                     | Blancs      | Blancs      | 205          | 2,55         | 416         | 5,01        |
| Nuls                 | Nuls                       | Nuls        | Nuls        | 97           | 1,20         | 215         | 2,59        |
| Exprimés             | Exprimés                   | Exprimés    | Exprimés    | 7 751        | 96,25        | 7 669       | 92,40       |
| * conseiller sortant |                            |             |             |              |              |             |             |

### Canton du Cheylard
| Candidats            | Candidats       | Partis      | Partis      | Premier tour | Premier tour | Second tour | Second tour |
| Candidats            | Candidats       | Partis      | Partis      | Voix         | %            | Voix        | %           |
| -------------------- | --------------- | ----------- | ----------- | ------------ | ------------ | ----------- | ----------- |
| 1                    | Éric Dufour     |             | FN          | 1 710        | 19,28        |             |             |
| 1                    | Rachel Malugani |             | FN          | 1 710        | 19,28        |             |             |
| 2                    | Jacques Chabal* |             | UMP         | 3 351        | 37,78        | 4 359       | 47,90       |
| 2                    | Sabine Loulier  |             | UMP         | 3 351        | 37,78        | 4 359       | 47,90       |
| 3                    | Laetitia Serre* |             | DVG         | 3 809        | 42,94        | 4 741       | 52,10       |
| 3                    | Maurice Weiss*  |             | PRG         | 3 809        | 42,94        | 4 741       | 52,10       |
|                      |                 |             |             |              |              |             |             |
| Inscrits             | Inscrits        | Inscrits    | Inscrits    | 16 005       | 100,00       | 15 989      | 100,00      |
| Abstentions          | Abstentions     | Abstentions | Abstentions | 6 535        | 40,83        | 6 203       | 38,80       |
| Votants              | Votants         | Votants     | Votants     | 9 470        | 59,17        | 9 786       | 61,20       |
| Blancs               | Blancs          | Blancs      | Blancs      | 367          | 3,88         | 450         | 4,60        |
| Nuls                 | Nuls            | Nuls        | Nuls        | 233          | 2,46         | 236         | 2,41        |
| Exprimés             | Exprimés        | Exprimés    | Exprimés    | 8 870        | 93,66        | 9 100       | 92,99       |
| * conseiller sortant |                 |             |             |              |              |             |             |

### Canton de Guilherand-Granges
| Candidats            | Candidats         | Partis      | Partis      | Premier tour | Premier tour |
| Candidats            | Candidats         | Partis      | Partis      | Voix         | %            |
| -------------------- | ----------------- | ----------- | ----------- | ------------ | ------------ |
| 1                    | Jean-Paul Braud   |             | FN          | 1 866        | 20,84        |
| 1                    | Ségolène de Testa |             | FN          | 1 866        | 20,84        |
| 2                    | Diane Roux        |             | EÉLV        | 611          | 6,82         |
| 2                    | Fabrice Vierne    |             | EÉLV        | 611          | 6,82         |
| 3                    | Pierre Pluchot    |             | DVG         | 1 984        | 22,16        |
| 3                    | Évelyne Roch      |             | DVG         | 1 984        | 22,16        |
| 4                    | Jacques Dubay*    |             | UDI         | 4 492        | 50,17        |
| 4                    | Sylvie Gaucher    |             | UDI         | 4 492        | 50,17        |
|                      |                   |             |             |              |              |
| Inscrits             | Inscrits          | Inscrits    | Inscrits    | 16 136       | 100,00       |
| Abstentions          | Abstentions       | Abstentions | Abstentions | 6 889        | 42,69        |
| Votants              | Votants           | Votants     | Votants     | 9 247        | 57,31        |
| Blancs               | Blancs            | Blancs      | Blancs      | 194          | 2,10         |
| Nuls                 | Nuls              | Nuls        | Nuls        | 100          | 1,08         |
| Exprimés             | Exprimés          | Exprimés    | Exprimés    | 8 953        | 96,82        |
| * conseiller sortant |                   |             |             |              |              |

### Canton de Lamastre
| Candidats            | Candidats         | Partis      | Partis      | Premier tour | Premier tour | Second tour | Second tour |
| Candidats            | Candidats         | Partis      | Partis      | Voix         | %            | Voix        | %           |
| -------------------- | ----------------- | ----------- | ----------- | ------------ | ------------ | ----------- | ----------- |
| 1                    | Laëtitia Bourjat  |             | UMP         | 3 934        | 42,21        | 5 543       | 67,75       |
| 1                    | Jean-Paul Vallon* |             | UMP         | 3 934        | 42,21        | 5 543       | 67,75       |
| 2                    | Daniel Barbarossa |             | PCF         | 1 445        | 15,50        |             |             |
| 2                    | Frédérique Monod  |             | FG          | 1 445        | 15,50        |             |             |
| 3                    | Philippe Finiels  |             | PS          | 1 542        | 16,55        |             |             |
| 3                    | Annie Frery       |             | PS          | 1 542        | 16,55        |             |             |
| 4                    | Jacques Mercier   |             | FN          | 2 399        | 25,74        | 2 638       | 32,25       |
| 4                    | Clothilde Ribe    |             | FN          | 2 399        | 25,74        | 2 638       | 32,25       |
|                      |                   |             |             |              |              |             |             |
| Inscrits             | Inscrits          | Inscrits    | Inscrits    | 16 503       | 100,00       | 16 502      | 100,00      |
| Abstentions          | Abstentions       | Abstentions | Abstentions | 6 660        | 40,36        | 6 983       | 42,32       |
| Votants              | Votants           | Votants     | Votants     | 9 843        | 59,64        | 9 519       | 57,68       |
| Blancs               | Blancs            | Blancs      | Blancs      | 354          | 3,60         | 972         | 10,21       |
| Nuls                 | Nuls              | Nuls        | Nuls        | 169          | 1,72         | 366         | 3,84        |
| Exprimés             | Exprimés          | Exprimés    | Exprimés    | 9 320        | 94,69        | 8 181       | 85,94       |
| * conseiller sortant |                   |             |             |              |              |             |             |

### Canton du Pouzin
| Candidats            | Candidats          | Partis      | Partis      | Premier tour | Premier tour | Second tour | Second tour |
| Candidats            | Candidats          | Partis      | Partis      | Voix         | %            | Voix        | %           |
| -------------------- | ------------------ | ----------- | ----------- | ------------ | ------------ | ----------- | ----------- |
| 1                    | Dominique Chaize   |             | UMP         | 548          | 8,77         |             |             |
| 1                    | Isabelle Pizette   |             | UMP         | 548          | 8,77         |             |             |
| 2                    | Blandine Oliver    |             | FN          | 1 765        | 28,25        | 1 742       | 26,43       |
| 2                    | Sébastien Salvador |             | FN          | 1 765        | 28,25        | 1 742       | 26,43       |
| 3                    | Alain Martin*      |             | DVD         | 1 636        | 26,19        | 2 079       | 31,54       |
| 3                    | Joëlle Planchon    |             | DVD         | 1 636        | 26,19        | 2 079       | 31,54       |
| 4                    | Robert Cotta*      |             | PCF         | 2 298        | 36,79        | 2 771       | 42,04       |
| 4                    | Dominique Palix    |             | DVG         | 2 298        | 36,79        | 2 771       | 42,04       |
|                      |                    |             |             |              |              |             |             |
| Inscrits             | Inscrits           | Inscrits    | Inscrits    | 11 939       | 100,00       | 11 939      | 100,00      |
| Abstentions          | Abstentions        | Abstentions | Abstentions | 5 454        | 45,68        | 5 113       | 42,83       |
| Votants              | Votants            | Votants     | Votants     | 6 485        | 54,32        | 6 826       | 57,17       |
| Blancs               | Blancs             | Blancs      | Blancs      | 164          | 2,53         | 153         | 2,24        |
| Nuls                 | Nuls               | Nuls        | Nuls        | 74           | 1,14         | 81          | 1,19        |
| Exprimés             | Exprimés           | Exprimés    | Exprimés    | 6 247        | 96,33        | 6 592       | 96,57       |
| * conseiller sortant |                    |             |             |              |              |             |             |

### Canton de Privas
| Candidats            | Candidats         | Partis      | Partis      | Premier tour | Premier tour | Second tour | Second tour |
| Candidats            | Candidats         | Partis      | Partis      | Voix         | %            | Voix        | %           |
| -------------------- | ----------------- | ----------- | ----------- | ------------ | ------------ | ----------- | ----------- |
| 1                    | Chantal Battain   |             | PCF         | 954          | 10,60        |             |             |
| 1                    | Stéphane Oriol    |             | EÉLV        | 954          | 10,60        |             |             |
| 2                    | Sandrine Chareyre |             | PS          | 3 734        | 41,47        | 4 942       | 57,19       |
| 2                    | Hervé Saulignac*  |             | PS          | 3 734        | 41,47        | 4 942       | 57,19       |
| 3                    | Doriane Lextrait  |             | UMP         | 2 593        | 28,80        | 3 700       | 42,81       |
| 3                    | Michel Valla      |             | UMP         | 2 593        | 28,80        | 3 700       | 42,81       |
| 4                    | Christian Grangis |             | FN          | 1 723        | 19,14        |             |             |
| 4                    | Sandrine Salvador |             | FN          | 1 723        | 19,14        |             |             |
|                      |                   |             |             |              |              |             |             |
| Inscrits             | Inscrits          | Inscrits    | Inscrits    | 15 947       | 100,00       | 15 940      | 100,00      |
| Abstentions          | Abstentions       | Abstentions | Abstentions | 6 542        | 41,02        | 6 602       | 41,42       |
| Votants              | Votants           | Votants     | Votants     | 9 405        | 58,98        | 9 338       | 58,58       |
| Blancs               | Blancs            | Blancs      | Blancs      | 263          | 2,80         | 425         | 4,55        |
| Nuls                 | Nuls              | Nuls        | Nuls        | 138          | 1,47         | 271         | 2,90        |
| Exprimés             | Exprimés          | Exprimés    | Exprimés    | 9 004        | 95,74        | 8 642       | 92,55       |
| * conseiller sortant |                   |             |             |              |              |             |             |

### Canton de Sarras
| Candidats            | Candidats         | Partis      | Partis      | Premier tour | Premier tour | Second tour | Second tour |
| Candidats            | Candidats         | Partis      | Partis      | Voix         | %            | Voix        | %           |
| -------------------- | ----------------- | ----------- | ----------- | ------------ | ------------ | ----------- | ----------- |
| 1                    | Benoît Gauthier   |             | UMP         | 1 482        | 26,14        | 1 684       | 28,05       |
| 1                    | Margareth Patriat |             | UMP         | 1 482        | 26,14        | 1 684       | 28,05       |
| 2                    | Denis Duchamp*    |             | DVG         | 2 034        | 35,88        | 2 634       | 43,88       |
| 2                    | Brigitte Royer    |             | DVG         | 2 034        | 35,88        | 2 634       | 43,88       |
| 3                    | Laura Biancheri   |             | FN          | 1 658        | 29,25        | 1 685       | 28,07       |
| 3                    | David Capron      |             | FN          | 1 658        | 29,25        | 1 685       | 28,07       |
| 4                    | Monique Garcia    |             | FG          | 495          | 8,73         |             |             |
| 4                    | Pascal Guigal     |             | FG          | 495          | 8,73         |             |             |
|                      |                   |             |             |              |              |             |             |
| Inscrits             | Inscrits          | Inscrits    | Inscrits    | 11 192       | 100,00       | 11 192      | 100,00      |
| Abstentions          | Abstentions       | Abstentions | Abstentions | 5 255        | 46,95        | 4 960       | 44,32       |
| Votants              | Votants           | Votants     | Votants     | 5 937        | 53,05        | 6 232       | 55,68       |
| Blancs               | Blancs            | Blancs      | Blancs      | 209          | 3,52         | 170         | 2,73        |
| Nuls                 | Nuls              | Nuls        | Nuls        | 59           | 0,99         | 59          | 0,95        |
| Exprimés             | Exprimés          | Exprimés    | Exprimés    | 5 669        | 95,49        | 6 003       | 96,33       |
| * conseiller sortant |                   |             |             |              |              |             |             |

### Canton du Teil
| Candidats            | Candidats          | Partis      | Partis      | Premier tour | Premier tour | Second tour | Second tour |
| Candidats            | Candidats          | Partis      | Partis      | Voix         | %            | Voix        | %           |
| -------------------- | ------------------ | ----------- | ----------- | ------------ | ------------ | ----------- | ----------- |
| 1                    | Christophe Menini  |             | FN diss.    | 465          | 5,80         |             |             |
| 1                    | Laurinne Villemant |             | FN diss.    | 465          | 5,80         |             |             |
| 2                    | Sylvie Dubois      |             | DVG         | 3 106        | 38,72        | 4 963       | 62,88       |
| 2                    | Olivier Peverelli* |             | PS          | 3 106        | 38,72        | 4 963       | 62,88       |
| 3                    | Thierry Arsac      |             | FN          | 1 865        | 23,25        | 2 930       | 37,12       |
| 3                    | Sandrine Chapuis   |             | FN          | 1 865        | 23,25        | 2 930       | 37,12       |
| 4                    | Michel Blachère    |             | EÉLV        | 1 008        | 12,57        |             |             |
| 4                    | Annie Galamien     |             | PCF         | 1 008        | 12,57        |             |             |
| 5                    | Rachel Cotta       |             | UDI         | 1 578        | 19,67        |             |             |
| 5                    | Christian Lavis    |             | UDI         | 1 578        | 19,67        |             |             |
|                      |                    |             |             |              |              |             |             |
| Inscrits             | Inscrits           | Inscrits    | Inscrits    | 15 133       | 100,00       | 15 132      | 100,00      |
| Abstentions          | Abstentions        | Abstentions | Abstentions | 6 691        | 44,21        | 6 444       | 42,59       |
| Votants              | Votants            | Votants     | Votants     | 8 442        | 55,79        | 8 688       | 57,41       |
| Blancs               | Blancs             | Blancs      | Blancs      | 294          | 3,48         | 537         | 6,18        |
| Nuls                 | Nuls               | Nuls        | Nuls        | 126          | 1,49         | 258         | 2,97        |
| Exprimés             | Exprimés           | Exprimés    | Exprimés    | 8 022        | 95,02        | 7 893       | 90,85       |
| * conseiller sortant |                    |             |             |              |              |             |             |

### Canton de Thueyts
| Candidats            | Candidats          | Partis      | Partis      | Premier tour | Premier tour | Second tour | Second tour |
| Candidats            | Candidats          | Partis      | Partis      | Voix         | %            | Voix        | %           |
| -------------------- | ------------------ | ----------- | ----------- | ------------ | ------------ | ----------- | ----------- |
| 1                    | Dominique Follet   |             | FN          | 1 535        | 21,27        | 1 488       | 20,09       |
| 1                    | Jany Peyreplane    |             | FN          | 1 535        | 21,27        | 1 488       | 20,09       |
| 2                    | Jérôme Dalverny    |             | PS          | 1 801        | 24,95        | 3 225       | 43,53       |
| 2                    | Bernadette Roche   |             | PS          | 1 801        | 24,95        | 3 225       | 43,53       |
| 3                    | Virginie Audigier  |             | DVD         | 837          | 11,60        |             |             |
| 3                    | Éric Lespinasse    |             | DVD         | 837          | 11,60        |             |             |
| 4                    | Jacques Alexandre* |             | UMP         | 1 851        | 25,65        | 2 695       | 36,38       |
| 4                    | Frédérique Plénat  |             | UMP         | 1 851        | 25,65        | 2 695       | 36,38       |
| 5                    | Florence Cerbaï    |             | PCF         | 856          | 11,86        |             |             |
| 5                    | Jean-Luc Vidal     |             | PCF         | 856          | 11,86        |             |             |
| 6                    | Céline Charbonnier |             | DVG         | 337          | 4,67         |             |             |
| 6                    | Jérôme Gros*       |             | DVG         | 337          | 4,67         |             |             |
|                      |                    |             |             |              |              |             |             |
| Inscrits             | Inscrits           | Inscrits    | Inscrits    | 12 101       | 100,00       | 12 100      | 100,00      |
| Abstentions          | Abstentions        | Abstentions | Abstentions | 4 615        | 38,14        | 4 369       | 36,11       |
| Votants              | Votants            | Votants     | Votants     | 7 486        | 61,86        | 7 731       | 63,89       |
| Blancs               | Blancs             | Blancs      | Blancs      | 181          | 2,42         | 210         | 2,72        |
| Nuls                 | Nuls               | Nuls        | Nuls        | 88           | 1,18         | 113         | 1,46        |
| Exprimés             | Exprimés           | Exprimés    | Exprimés    | 7 217        | 96,41        | 7 408       | 95,82       |
| * conseiller sortant |                    |             |             |              |              |             |             |

### Canton de Tournon-sur-Rhône
| Candidats            | Candidats               | Partis      | Partis      | Premier tour | Premier tour | Second tour | Second tour |
| Candidats            | Candidats               | Partis      | Partis      | Voix         | %            | Voix        | %           |
| -------------------- | ----------------------- | ----------- | ----------- | ------------ | ------------ | ----------- | ----------- |
| 1                    | Christine Four          |             | UMP         | 2 991        | 37,44        | 3 513       | 41,26       |
| 1                    | Frédéric Sausset        |             | UMP         | 2 991        | 37,44        | 3 513       | 41,26       |
| 2                    | Odile Lasfargues-Bouyon |             | FN          | 2 097        | 26,25        | 2 024       | 23,77       |
| 2                    | Jean-Paul Vallon        |             | FN          | 2 097        | 26,25        | 2 024       | 23,77       |
| 3                    | Mauricette Crouzet      |             | PS          | 2 237        | 28,00        | 2 978       | 34,97       |
| 3                    | Maurice Quinkal*        |             | PRG         | 2 237        | 28,00        | 2 978       | 34,97       |
| 4                    | Marie-France Billion    |             | PCF         | 664          | 8,31         |             |             |
| 4                    | Jean Fantini            |             | PCF         | 664          | 8,31         |             |             |
|                      |                         |             |             |              |              |             |             |
| Inscrits             | Inscrits                | Inscrits    | Inscrits    | 15 276       | 100,00       | 15 277      | 100,00      |
| Abstentions          | Abstentions             | Abstentions | Abstentions | 6 924        | 45,33        | 6 473       | 42,37       |
| Votants              | Votants                 | Votants     | Votants     | 8 352        | 54,67        | 8 804       | 57,63       |
| Blancs               | Blancs                  | Blancs      | Blancs      | 245          | 2,93         | 174         | 1,98        |
| Nuls                 | Nuls                    | Nuls        | Nuls        | 118          | 1,41         | 115         | 1,31        |
| Exprimés             | Exprimés                | Exprimés    | Exprimés    | 7 989        | 95,65        | 8 515       | 96,72       |
| * conseiller sortant |                         |             |             |              |              |             |             |

### Canton de Vallon-Pont-d'Arc
| Candidats            | Candidats                   | Partis      | Partis      | Premier tour | Premier tour | Second tour | Second tour |
| Candidats            | Candidats                   | Partis      | Partis      | Voix         | %            | Voix        | %           |
| -------------------- | --------------------------- | ----------- | ----------- | ------------ | ------------ | ----------- | ----------- |
| 1                    | Maria Mercedes Guevara      |             | EÉLV        | 968          | 10,97        |             |             |
| 1                    | Hervé Ozil                  |             | EÉLV        | 968          | 10,97        |             |             |
| 2                    | Reynald Spriet              |             | FN          | 2 068        | 23,44        | 1 938       | 21,12       |
| 2                    | Lucienne Velghe             |             | FN          | 2 068        | 23,44        | 1 938       | 21,12       |
| 3                    | Magali Aoustet              |             | PCF         | 727          | 8,24         |             |             |
| 3                    | Grégory Chaze               |             | PCF         | 727          | 8,24         |             |             |
| 4                    | Laurence Allefresde         |             | DVG         | 2 824        | 32,01        | 4 485       | 48,88       |
| 4                    | Laurent Ughetto*            |             | PS          | 2 824        | 32,01        | 4 485       | 48,88       |
| 5                    | Jean-Roger Durand*          |             | UDI         | 2 235        | 25,33        | 2 753       | 30,00       |
| 5                    | Marie-Laure Lascombe-Ropers |             | UMP         | 2 235        | 25,33        | 2 753       | 30,00       |
|                      |                             |             |             |              |              |             |             |
| Inscrits             | Inscrits                    | Inscrits    | Inscrits    | 16 239       | 100,00       | 16 218      | 100,00      |
| Abstentions          | Abstentions                 | Abstentions | Abstentions | 7 034        | 43,32        | 6 616       | 40,79       |
| Votants              | Votants                     | Votants     | Votants     | 9 205        | 56,68        | 9 602       | 59,21       |
| Blancs               | Blancs                      | Blancs      | Blancs      | 242          | 2,63         | 277         | 2,88        |
| Nuls                 | Nuls                        | Nuls        | Nuls        | 141          | 1,53         | 140         | 1,55        |
| Exprimés             | Exprimés                    | Exprimés    | Exprimés    | 8 822        | 95,84        | 9 176       | 95,56       |
| * conseiller sortant |                             |             |             |              |              |             |             |

### Canton des Vans
| Candidats            | Candidats           | Partis      | Partis      | Premier tour | Premier tour | Second tour | Second tour |
| Candidats            | Candidats           | Partis      | Partis      | Voix         | %            | Voix        | %           |
| -------------------- | ------------------- | ----------- | ----------- | ------------ | ------------ | ----------- | ----------- |
| 1                    | Carole Chave        |             | PCF         | 1 585        | 19,62        |             |             |
| 1                    | Christian Moyersoen |             | EÉLV        | 1 585        | 19,62        |             |             |
| 2                    | Bérengère Bastide   |             | PS          | 2 721        | 33,68        | 4 450       | 58,57       |
| 2                    | Raoul L'Herminier*  |             | PS          | 2 721        | 33,68        | 4 450       | 58,57       |
| 3                    | Martine Carrier     |             | UMP         | 2 084        | 25,80        | 3 148       | 41,43       |
| 3                    | Jean-Manuel Garrido |             | UDI         | 2 084        | 25,80        | 3 148       | 41,43       |
| 4                    | Alain Barthelemy    |             | FN          | 1 688        | 20,90        |             |             |
| 4                    | Aurore Teyssier     |             | FN          | 1 688        | 20,90        |             |             |
|                      |                     |             |             |              |              |             |             |
| Inscrits             | Inscrits            | Inscrits    | Inscrits    | 14 803       | 100,00       | 14 804      | 100,00      |
| Abstentions          | Abstentions         | Abstentions | Abstentions | 6 324        | 42,72        | 6 371       | 43,04       |
| Votants              | Votants             | Votants     | Votants     | 8 479        | 57,28        | 8 433       | 56,96       |
| Blancs               | Blancs              | Blancs      | Blancs      | 271          | 3,20         | 485         | 5,75        |
| Nuls                 | Nuls                | Nuls        | Nuls        | 130          | 1,53         | 350         | 4,15        |
| Exprimés             | Exprimés            | Exprimés    | Exprimés    | 8 078        | 95,27        | 7 598       | 90,10       |
| * conseiller sortant |                     |             |             |              |              |             |             |

### Canton de La Voulte-sur-Rhône
| Candidats            | Candidats            | Partis      | Partis      | Premier tour | Premier tour | Second tour | Second tour |
| Candidats            | Candidats            | Partis      | Partis      | Voix         | %            | Voix        | %           |
| -------------------- | -------------------- | ----------- | ----------- | ------------ | ------------ | ----------- | ----------- |
| 1                    | Dominique Jacquot    |             | FN          | 2 192        | 26,52        | 2 164       | 25,53       |
| 1                    | Marie-Paule Mathon   |             | FN          | 2 192        | 26,52        | 2 164       | 25,53       |
| 2                    | Christian Feroussier |             | DVG         | 2 870        | 34,72        | 3 933       | 46,40       |
| 2                    | Martine Finiels*     |             | PS          | 2 870        | 34,72        | 3 933       | 46,40       |
| 3                    | Thierry Avouac       |             | UDI         | 2 089        | 25,27        | 2 380       | 28,08       |
| 3                    | Corinne Roubi        |             | UDI         | 2 089        | 25,27        | 2 380       | 28,08       |
| 4                    | Michel Cimaz         |             | FG          | 1 116        | 13,50        |             |             |
| 4                    | Nadège Riadhi        |             | FG          | 1 116        | 13,50        |             |             |
|                      |                      |             |             |              |              |             |             |
| Inscrits             | Inscrits             | Inscrits    | Inscrits    | 16 461       | 100,00       | 16 462      | 100,00      |
| Abstentions          | Abstentions          | Abstentions | Abstentions | 7 702        | 46,79        | 7 525       | 45,71       |
| Votants              | Votants              | Votants     | Votants     | 8 759        | 53,21        | 8 937       | 54,29       |
| Blancs               | Blancs               | Blancs      | Blancs      | 327          | 3,73         | 337         | 3,77        |
| Nuls                 | Nuls                 | Nuls        | Nuls        | 165          | 1,88         | 123         | 1,38        |
| Exprimés             | Exprimés             | Exprimés    | Exprimés    | 8 267        | 94,38        | 8 477       | 94,85       |
| * conseiller sortant |                      |             |             |              |              |             |             |